# Ulkujärvi (Gällivare socken, Lappland)
Ulkujärvi är en sjö i Gällivare kommun i Lappland och ingår i Kalixälvens huvudavrinningsområde. Sjön har en area på 0,0612 kvadratkilometer och ligger 346,1 meter över havet.

## Delavrinningsområde
Ulkujärvi ingår i det delavrinningsområde (749710-174600) som SMHI kallar för Ovan VDRID = Surujoki i Kalixälvens vattendragsyta. Medelhöjden är 353 meter över havet och ytan är 19,86 kvadratkilometer. Räknas de 340 avrinningsområdena uppströms in blir den ackumulerade arean 5 925,37 kvadratkilometer. Avrinningsområdets utflöde Kalixälven (Kaitumälven) mynnar i havet. Avrinningsområdet består mestadels av skog (65 procent) och sankmarker (20 procent). Avrinningsområdet har 2,16 kvadratkilometer vattenytor vilket ger det en sjöprocent på 10,8 procent.